# Józef Gryszka
Józef Gryszka (ur. 20 lutego 1946 w Staniewie) – polski polityk, poseł na Sejm PRL VIII kadencji, wicewojewoda kaliski.

## Życiorys
Uzyskał tytuł zawodowy magistra inżyniera mechanika. Od 1969 pracował w Państwowym Ośrodku Maszynowym w Krotoszynie. Od 1970 działał w Zjednoczonym Stronnictwie Ludowym (m.in. jako członek Wojewódzkiego Komitetu w Kaliszu). W 1974 został zastępcą naczelnika tamtejszego powiatu w Krotoszynie. Potem został dyrektorem Wydziału Rolnictwa Urzędu Wojewódzkiego w Kaliszu, dyrektorem Przedsiębiorstwa Gospodarki Komunalnej w Krotoszynie, a w 1976 dyrektorem Państwowego Ośrodka Maszynowego w Krotoszynie. W tym samym roku został radnym Wojewódzkiej Rady Narodowej w Kaliszu. Pełnił funkcję wicewojewody kaliskiego. W latach 1983–1985 pełnił mandat posła na Sejm PRL VIII kadencji w okręgu Kalisz, opróżniony przez Izydora Adamskiego. Zasiadał w Komisji Do Spraw Samorządu Pracowniczego Przedsiębiorstw, Komisji Handlu Wewnętrznego, Drobnej Wytwórczości i Usług oraz w Komisji Rynku Wewnętrznego, Drobnej Wytwórczości i Usług.
W okresie III RP został działaczem Polskiego Stronnictwa Ludowego. W 2001 po raz ostatni kandydował bez powodzenia z jego ramienia do Senatu. W 2002 i 2006 roku był kandydatem do rady powiatu krotoszyńskiego.

## Wyniki wyborcze
| Wybory | Komitet wyborczy | Komitet wyborczy                                          | Organ                        | Okręg                | Wynik        |
| ------ | ---------------- | --------------------------------------------------------- | ---------------------------- | -------------------- | ------------ |
| 1980   |                  | Zjednoczone Stronnictwo Ludowe                            | Sejm PRL VIII kadencji       | nr 20                | 3810 (0,83%) |
| 1997   |                  | Polskie Stronnictwo Ludowe                                | Senat IV kadencji            | województwo kaliskie | 35 541       |
| 1998   |                  | Polskie Stronnictwo Ludowe                                | rada gminy Krotoszyn         | nr 20                | 52           |
| 2001   |                  | Polskie Stronnictwo Ludowe                                | Senat V kadencji             | nr 35                | 48 823       |
| 2002   |                  | Polskie Stronnictwo Ludowe                                | rada powiatu krotoszyńskiego | nr 1                 | 101 (0,83%)  |
| 2006   |                  | Komitet Wyborczy Wyborców Samorządowe Porozumienie Ludowe | rada powiatu krotoszyńskiego | nr 1                 | 36 (0,26%)   |